# Микроблог
Микроблог (на английски: microblog) е тип блог, който се изразява в представянето на информацията чрез къси съобщения. Обикновено съобщенията са в порядъка на 140 – 160 символа. Става популярен през 2007 г. със създаването на Twitter, най-голямата микроблогова система в света.
Микроблогът се различава от традиционния такъв, по това, че неговото съдържание е по-малко от това на традиционния блог. Микроблоговете „позволяват на потребителите си да разменят малки елементи от съдържанието на микроблога, като например къси изречения, собствени снимки или видео връзки“.
Както при традиционното блогване, така и при микроблоговете, микроблогърите публикуват както простички теми, от рода на „какво правя в момента“, така и тематични, като например „спортни коли“. Съществуват и микроблогове с реклами, които популяризират интернет страници, услуги и/или продукти и сътрудничество в организация.
Някои микроблогови услуги предлагат например лични настройки, които позволяват на потребителите да настроят кой може да чете техните микроблогове или предлагат алтернативни начини за вписване, освен уеб-базираните интерфейси. Те могат да включват изпращане на текстови съобщения, съобщения чрез чат програми, имейл, или дигитален звук.

## Услуги
Първите микроблогове са тъмбълогове.
| “ | Блогването се е видоизменило в по-прости видове (по-специално – линк-, мобилно-, аудио- и видеоварианти), но не мисля, че съм виждал блог, като този на Chris Neukirchen’s Anarchaia, който сглобява коренно различни по вид цитирания (линкове, цитати), в много дълъг, егоцентричен и объркан тъмбълог. | ” |

Уебдизайнерът Джейсън Котке, един от пионерите в блогването, описва тъмбълоговете през 2005 г.:
| “ | Тъмбълог е бърз и спонтанен поток на мисълта, нещо като линклог, с напомнящи препратки, но и с нещо повече от препратки. Те ми напомнят на по-стар начин на блогинг в миналото, когато хората правеха сайтовете на ръка, преди Movable Type да направи заглавията на публикациите задължителни, да превърне въведенията на блоговете в кратки статии на списания и публикациите принадлежаха на разговор, разпръснат из цялата блогосфера. Robot Wisdom и Bifurcated Rivets са два по-стари вида уеблога, които приличат много на тези тъмбълогове, с минимален брой коментари, малко крос-блог бърборене, най-оскъдния полъх на завършена, публикувана работа, почти чисто редактиране... наистина само начин на бързо публикуване на „неща“, на които попадаш всеки ден в мрежата. | ” |

През 2006 и 2007 година, терминът микроблог влиза в по-голяма употреба за такива услуги, осигурени от Tumblr и Twitter.
Други разпространени услуги са whatyadoin.com, Plurk, Emote.in, PingGadget, Beeing, Bentio, Jaiku и identi.ca, а социални мрежи с подобна на микроблоговете функционалност, познати повече като промяна на положението – Facebook, MySpace, LinkedIn, JudgIt, и XING.

## Употреба
Няколко проучвания, направени най-вече от Harvard Business School и Sysomos, анализират обичайното поведение на услугите на микроблогинга. Много от тези проучвания показват, че за услуги като Twitter, има малка група от активни потребители, допринасящи за повече от дейностите. Sysomos' Inside Twitter  – проучване, направено сред повече от 11 милиона потребители, показва, че 10% от потребителите на Twitter се справят с 86% от всички дейности на Twitter.
Twitter, Facebook и други социални мрежи стават и платформа за маркетинг и връзки с обществеността, с рязък растеж в номера на търговците на социални медии. Проучването на Sysomos показва, че тази специфична група от търговци в Twitter е много по-активна от обикновените потребители, като 15% от тях следят повече от 2000 души. Това рязко се отличава от само 0.29-те % от общия брой потребители на Twitter, които следят повече от 2000 души.
Услугите на микроблогинга са и важен източник на промени на новини в реално време, за скорошни кризисни ситуации, като например терористичните атаки в Мумбай или иранските протести. Поради късите си по същност промени на положението, потребителите публикуват новини бързо, достигайки тяхната аудитория за секунди.
Услугите на микроблогинга променят начина, по който е консумирана информацията. Това дава правото на гражданите да действат, като сензори или източници на данни, които могат да доведат до важна информация. В днешно време, хората споделят какво наблюдават в обкръжението си, информация за събития и какво е тяхното мнение по определени теми, като например правителствената политика в здравеопазването. Освен това тези услуги съхраняват редица метаданни от публикациите, като например мястото и времето на споделените публикации. Цялостният анализ , на тези данни, включва различни измерения, като пространство, време, отношение, структура на мрежата и други и предоставя възможности за разбиране на социалните схващания на хората, за определени случаи на интереси, за напипване пулса на масите или платформа за разясняване на обстановката и среда за комуникация по време на кризисно управление.
Откритията на проучването на Емили Пронин от Принстънски университет и Даниел Вегнер от Харвардски университет допринасят за бързия растеж на микроблогинга. Проучването предлага връзка между къси изблици на дейности и чувства на повишено настроение, сила и творчество.

## Микроблогове за организационна употреба
Потребители и организации могат да създават тяхна собствена микроблогинг услуга. Free and open source software е на разположение за тази цел. Администрираните платформи за микроблогове са също на разположение и за комерсиална и организационна употреба.
Микроблогингът има потенциал да стане ново, информационно, комуникативно средство, особено за съвместна работа вътре в организации. За последните няколко години, комуникационните модели се променят, първоначално от лице в лице към по-онлайн комуникация чрез email, IM, text messaging и други инструменти. И все пак, има хора, които смятат, че имейлът е бавен и неефикасен начин за комуникиране, в днешни дни. Например, унищожителите на време 'имейлни окови' могат да се усъвършенстват, като двама или повече хора се включат в дълги разговори по прости въпроси, като например уреждане на среща.
Емисията 'от един към много', предлагана от микроблоговете е измислена, за да увеличи продуктивността.
Друг извод за слаба съвместна работа е, че има по-малко възможности за неофициални разговори, лице в лице. Поради тази причина, микроблогингът предоставя възможността да се поддържа неофициалната комуникация между колеги. Много хора предпочитат да споделят техните местонахождения и промени в положението си с микроблогинг.
За това, от микроблогингът се очаква да подобри социалното и емоционално благосъстояние на работещите, ефикасността на работата им, като ускори информационния поток в една организация. Той увеличава възможностите за споделяне на информация, помага за осъществяване и оползотворяване на познанствата на работното място и помага за изграждането и запазването на общност между колегите. С всяка изминала година, използването на микроблогинга продължава да расте и заема централна съставна част в Enterprise Social Software.

## Въпроси, свързани с микроблоговете
Някои от опциите свързани с микроблогинг са лични настройки, сигурност и интеграция.

## Понятия, свързани с микроблоговете
Системата instant messaging показва положение, но обикновено само едно от няколко избора: достъпен, извън линия, няма го. Съобщенията „няма го“ (съобщения, излизащи когато потребителя го няма) формира вид микроблогинг.
Във Finger protocol, файловете .project и .plan понякога са използвани за промяна в положението, подобно на микроблогинг.